# Faculté de médecine de l'Université McGill
 (mai 2015).
Si vous disposez d'ouvrages ou d'articles de référence ou si vous connaissez des sites web de qualité traitant du thème abordé ici, merci de compléter l'article en donnant les références utiles à sa vérifiabilité et en les liant à la section « Notes et références ».
La Faculté de médecine de l'Université McGill a été établie en 1823 en tant qu' Institution médicale de Montréal.

## Description
(aout 2019).
En 1829, elle est devenue la première faculté active du McGill College, ainsi que la première faculté de médecine au Canada. William Leslie Logie a été le premier étudiant à recevoir un diplôme de médecine au Canada, et ce de l'Université McGill, toutes disciplines confondues, en 1833.
La Faculté de médecine est notamment composée de six écoles : l'École de médecine, l'École des sciences infirmières Ingram, l'École de physiothérapie et d'ergothérapie, l'École des sciences de la communication humaine, l'École de santé des populations et de santé mondiale et l'École des sciences biomédicales. Elle est également composée de plusieurs centres de recherche impliqués dans des études notamment sur la douleur, les neurosciences et la vieillesse. La majorité des sections non-cliniques de la Faculté sont localisées dans l'Édifice des sciences médicales McIntyre (en). Cet immeuble, qui est souvent surnommé « The Beer Can » à cause de sa forme, est situé sur le campus du centre-ville de l'Université McGill, sur le côté sud du Mont Royal entre l'avenue des Pins et l'avenue du Docteur-Penfield.
Le Centre universitaire de santé McGill (McGill University Health Centre), est affilié à la Faculté de médecine. Trois autres centres hospitaliers majeurs, l'Hôpital général juif, l'Hôpital Douglas et l'Hôpital St. Mary's, sont aussi affiliés. En avril 2006, le gouvernement du Québec a approuvé les plans pour commencer la première phase de construction du nouveau CUSM près de la station de métro Vendôme au site Glen. En mai 2015, l'hôpital Royal Victoria a été déménagé dans les nouveaux locaux du site Glen. Le déménagement de l'hôpital de Montréal pour enfant a eu lieu officiellement le 24 mai 2015.

## Éducation
La Faculté de médecine de l'Université McGill est la seule faculté médicale universitaire canadienne à offrir le diplôme médical M.D., C.M. (MDCM), qui a une durée totale de quatre ans à temps plein. Le MDCM est l'abréviation des termes latins Medicinae Doctor et Chirurgiae Magister signifiant « docteur en médecine et maître en chirurgie ». La Faculté de médecine offre également des programmes menant à l'obtention de deux diplômes, notamment le doctorat en médecine combiné à la maitrise en administration des affaires (M.D.-M.B.A.) et le doctorat en médecine jumelé au doctorat de recherche de troisième cycle (M.D.-Ph.D.). Il y a aussi un programme accéléré pour certains étudiants particulièrement motivés provenant du système collégiale du Québec. Ce programme consiste d'une année préparatoire avec un cursus en sciences biomédicales combinée à quatre ans d'études médicales pour obtenir les diplômes de médecine et de chirurgie (M.D., C.M.).
Les admissions en médecine à l'Université McGill sont particulièrement compétitives, ; les programmes médicaux sont hautement contingentés. Pour les étudiants en médecines entrant en 2010, la moyenne des Grade Point Averages des étudiants de premier cycle était de 3.80 sur 4.00 et la note moyenne sur le Medical College Admission Test (MCAT) pour les étudiants internationaux était de 32.1 (85e-88e percentile). De plus, les étudiants sont non seulement évalués selon leurs notes mais également dans une série d'entrevues lors des admissions.

## Histoire

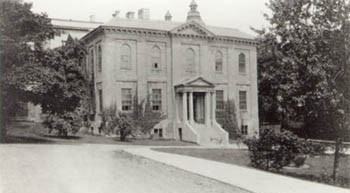
L'édifice médical de McGill de 1872 à 1906

L'Institution médicale de Montréal (Montreal Medical Institution) a été fondée en 1823 par quatre médecins, Andrew Fernando Holmes, John Stephenson, William Caldwell et William Robertson, tous diplômés de l'École de médecine de l'université d'Édimbourg. Ils étaient également impliqués dans la fondation de l'Hôpital général de Montréal, En 1829, l'Institution médicale de Montréal est incorporée dans le McGill College, créant ainsi la première faculté du nouveau Collège, ainsi que la première faculté de médecine au Canada. À cette époque, les études médicales suivent une approche hautement didactique appelée « Edinburgh curriculum », consistant en deux cours de sciences biomédicales de base d'une durée de six mois chacun et deux ans d'externat (« walking the wards ») à l'Hôpital général de Montréal.
Sir William Dawson, le directeur de McGill, est très efficace dans sa façon d'alimenter les ressources de la Faculté de médecine ; il a notamment encouragé les contributions de Thomas Roddick, Francis Shepherd, George Ross et Sir William Osler, qui ont tous joué un rôle important dans la transformation de l'École de médecine de l'ère victorienne en une des meilleures écoles de médecine du monde moderne. Osler, qui a reçu son MDCM de la Faculté de médecine de l'Université McGill en 1872, est devenu le cofondateur de l'actuelle École de médecine Johns-Hopkins (Johns-Hopkins School of Medicine) en 1893.

## Départements et centres

### Sciences de base
- Anatomie et biologie cellulaire[16]
- Biochimie
- Génie biomédical
- Épidémiologie et bio-statistique
- Médecine expérimentale
- Santé et sécurité au travail
- Génétique humaine
- Microbiologie et immunologie[17]
- Pathologie
- Pharmacologie
- Physiologie
- Études sociales et humaines de la médecine

### Sciences cliniques
- Anesthésie
- Radiologie diagnostique
- Épidémiologie et bio-statistique
- Santé et sécurité au travail
- Médecine de famille
- Génétique humaine
- Neurologie et neurochirurgie
- Gynécologie et obstétrique
- Centre de la reproduction du CUSM (McGill Reproductive Centre)[3]
- Unité de gynécologie oncologique
- Oncologie
- Ophthalmologie
- Otolaryngologie
- Pathologie
- Pédiatrie
- Psychiatrie

### Centres de recherche
- Recherche osseuse et périodontale
- Recherche sur la vieillesse
- Recherche sur le SIDA
- Unité de recherche sur l'anesthésie
- Recherche sur les cellules et organes artificiels
- Bio-informatique[18]
- Unité d'éthique biomédicale
- Cancer
- Résistance de l'hôte
- Langage, esprit et cerveau
- Éducation médicale
- Dynamique non-linéaire en physiologie et en médecine
- Nutrition et sciences des aliments
- Douleur
- Recherche en neuroscience

## Professeurs et anciens élèves
- Charles Drew, M.D., C.M. (1933) — médecin et professeur
- Laurent Duvernay-Tardif, M.D., C.M. (2018) — joueur de football américain (Chiefs de Kansas City)
- Andrew Fernando Holmes — premier doyen de la faculté de médecine (McGill College Medical Faculty)
- David Hunter Hubel, B.Sc. (1947), M.D., C.M. (1951) — récipiendaire du prix Nobel en physiologie (1981)
- Colin MacLeod, M.D., C.M. (1932) — généticien canadien et américain ; découvertes dans le domaine de l'ADN
- Joseph B. Martin — Doyen de l'École de médecine de Harvard (Harvard Medical School) ; ancienne chaire de neurologie et neurochirurgie
- Jonathan Meakins, B.Sc. (1962) — chirurgien ; immunologiste
- Ronald Melzack (médecine), Ph.D. (1954) — développement du questionnaire sur la douleur de McGill (McGill Pain Questionnaire)
- Brenda Milner, Ph.D. (1952) — neuropsychologue
- William Osler (medicine), M.D., C.M. (1872) —  professeur ; pionnier en médecine ; développement de l'enseignement au chevet des patients (bedside teaching), un des quatre fondateurs de l'École de médecine Johns Hopkins (Johns Hopkins School of Medicine)
- Wilder Penfield (Neurochirurgie — pionnier en neurochirurgie ; premier directeur de l'Institut et hôpital neurologiques de Montréal
- Juda Hirsch Quastel (biochimie) — pionnier en neurochimie et en métabolisme du sol ; Directeur de l'Institut de recherche impliquant l'Université McGill et l'Hôpital général de Montréal (McGill University-Montreal General Hospital Research Institute)
- Andrew Schally, Ph.D. (1957) — récipiendaire du prix Nobel en physiologie (1977)
- Rocke Robertson, B.Sc. (1932), M.D., C.M. (1936) — médecin
- Thomas George Roddick, M.D., C.M. (1868) —  chirurgien
- Arthur Vineberg, B.Sc. (1928), Ph.D. (1933) — chirurgien cardiaque ; pionnier en revascularisation
- Phil Gold, B.Sc. (1957), M.Sc. (1961), M.D. (1961), Ph.D. (1965) — médecin, chercheur et professeur
- Joanne Liu - Présidente internationale de Médecins sans frontières (Doctors Without Borders)
- (Fiction) James Evan Wilson, un personnage de l'émission House M.D.  a obtenu son diplôme de médecine de l'Université McGill

### Hôpitaux d'enseignement affiliés
- McGill University Health Centre
  - Montreal General Hospital
  - Royal Victoria Hospital
  - Montreal Children's Hospital
  - Montreal Neurological Hospital
- Jewish General Hospital
- Douglas Hospital
- St. Mary's Hospital Centre